# Shift (клавиша)

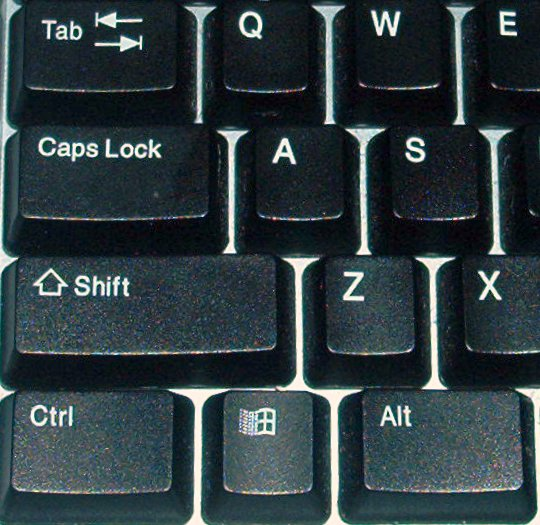
Расположение клавиши Shift

Shift — клавиша-модификатор на клавиатуре компьютера или пишущей машинки, изначально предназначенная для ввода заглавных букв. При одновременном нажатии клавиши ⇧ Shift и клавиши с буквой вводится прописная (заглавная) буква. При одновременном нажатии клавиши ⇧ Shift и клавиши с цифрой на дополнительной (цифровой) части клавиатуры в ОС Windows отрабатывают принятые для IBM PC-клавиатур курсорные клавиши, в других системах могут вводиться знаки препинания. Клавиша ⇧ Shift расположена между caps lock и ctrl.
Кроме того, клавиша ⇧ Shift используется следующим образом:
- как модификатор в сочетаниях клавиш;
- как модификатор при клике мыши (например, если нажать на кнопку мыши, когда курсор находится над ссылкой, удерживая нажатой клавишу ⇧ Shift, во многих браузерах ссылка откроется в отдельном окне).
- как клавиша бега во многих Компьютерных играх (при зажатии клавиши ⇧ Shift персонаж начинает идти быстрее)

## История появления
Клавиша впервые появилась в 1878 году на второй серийно выпускаемой пишущей машинке Ремингтон № 2. Название shift буквально переводится как сдвиг и произошло от физической реализации этой кнопки — она сдвигала каретку с бумагой, и литероносные рычаги ударяли по бумаге не малыми литерами, а заглавными. Этот метод был запатентован Байроном Бруксом 30 декабря 1875 года. Более поздние механические машинки сдвигали вниз литерную корзину.